# Ukraina na zimowych igrzyskach olimpijskich
Ukraina wystartowała we wszystkich zimowych IO od zimowych igrzysk w Lillehammer w 1994 roku. Reprezentowana była przez 198 sportowców (120 mężczyzn i 78 kobiet).

## Klasyfikacja medalowa
| Igrzyska            | Złoto | Srebro | Brąz | Razem |
| ------------------- | ----- | ------ | ---- | ----- |
| 1994 Lillehammer    | 1     | 0      | 1    | 2     |
| 1998 Nagano         | 0     | 1      | 0    | 1     |
| 2002 Salt Lake City | 0     | 0      | 0    | 0     |
| 2006 Turyn          | 0     | 0      | 2    | 2     |
| 2010 Vancouver      | 0     | 0      | 0    | 0     |
| 2014 Soczi          | 1     | 1      | 0    | 2     |
| 2018 Pjongczang     | 1     | 0      | 0    | 1     |
| 2022 Pekin          | 0     | 1      | 0    | 1     |
| Razem               | 3     | 3      | 3    | 9     |

### Według dyscyplin
| Dyscyplina           | Złoto | Srebro | Brąz | Razem |
| -------------------- | ----- | ------ | ---- | ----- |
| Łyżwiarstwo figurowe | 1     | –      | 1    | 2     |
| Biathlon             | 1     | 1      | 3    | 5     |
| Skoki akrobatyczne   | 1     | 1      | 0    | 2     |
| Razem                | 3     | 2      | 4    | 9     |